# Szkudaj
Szkudaj (niem. Skudayen) – wieś w Polsce położona w województwie warmińsko-mazurskim, w powiecie nidzickim, w gminie Kozłowo. Do 1954 roku istniała gmina Szkudaj. W latach 1975–1998 miejscowość administracyjnie należała do województwa olsztyńskiego.

## Historia
Wieś wzmiankowana w roku 1379. W tym czasie obejmowała 20 łanów. Szkoła wiejska powstała na początku XVIII w.
W 1782 r. Szkudaj składał się z dwóch części, wsi szlacheckiej (5 domów) i chłopskiej (7 domów). W 1818 we wsi odnotowano 11 domów i 59 mieszkańców. W 1858 r. wieś obejmowała 1545 morgów ziemi. W 1871 r. we wsi było 18 domów i 121 mieszkańców, z których 92 było ewangelikami a 29 katolikami. W 1890 r. w 15 domach żyło 147 osób.
W 1939 r. we wsi mieszkało 133 osób.